# Dżalal ad-Dunja Sultanszah
Dżalal ad-Din Sultanszach (zm. 1193) – władca Chorasanu w latach 1172–1193 (po podziale Imperium Chorezmijskiego), z Dynastii Anusztigina. Równolegle w Chorezmie panował jego brat, ’Ala ad-Din Tekesz, który, odziedziczywszy w roku 1193 władzę w całym państwie zapoczątkował epokę świetnej, choć krótkotrwałej ekspansji Imperium Chorezmijskiego.